# 圖爾梅爾山脈
40°34′31″N 0°9′5″E / 40.57528°N 0.15139°E

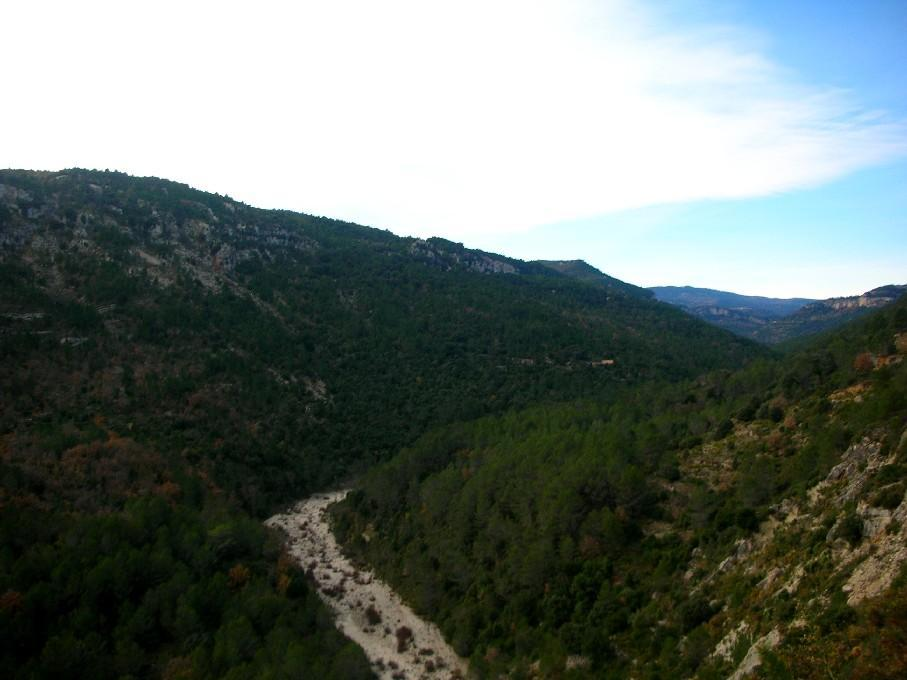

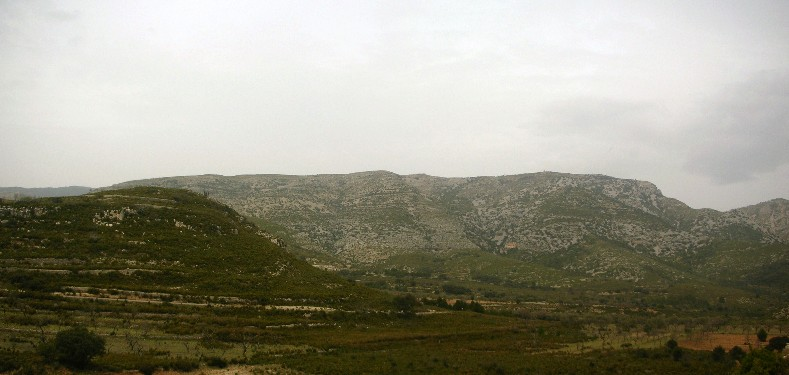

圖爾梅爾山脈（Serra del Turmell），是西班牙的山脈，屬於伊比利亞山脈的一部分，長12公里、寬3公里，最高點海拔高度1,276米，通常在冬季時被冰雪覆蓋，山體由石灰岩組成。